# 생생 네트워크
《생생 네트워크》은 토요일 낮 12시 40분 ~ 오후 1시까지 방송되는 연합뉴스TV의 지역 소식 뉴스 프로그램이다.

## 타이틀 변천사
| 기수 | 타이틀          | 방송 기간                        |
| ---- | --------------- | -------------------------------- |
| 1기  | 지방시대        | 2011년 12월 1일 ~ 2015년 1월 2일 |
| 2기  | 지방시대 플러스 | 2015년 1월 5일 ~ 2015년 5월 31일 |
| 3기  | 생생네트워크    | 2015년 6월 1일 ~ 현재            |

## 경쟁 뉴스 프로그램
- 토요 랭킹쇼 (토), 뉴스A LIVE (일) (채널A)